# Bryantina coxana
Bryantina coxana är en spindelart som först beskrevs av Bryant 1940.  Bryantina coxana ingår i släktet Bryantina och familjen dallerspindlar.
Artens utbredningsområde är Kuba. Inga underarter finns listade.